# Evergétoulas (rivière)
Pour l’article homonyme, voir Evergétoulas (dème).
L'Evergétoulas (en grec moderne : Ευεργέτουλας) est l'un des principaux cours d'eau de Lesbos en Grèce. Il prend sa source au nord de la chaîne de montagnes du mont Olympe et se jette dans le golfe de Géra. C'est le fleuve côtier qui a donné son nom au dème d’Evergétoulas de l'île, qu'il traverse depuis sa source presque totalement.